# Здзіслав Жигульський

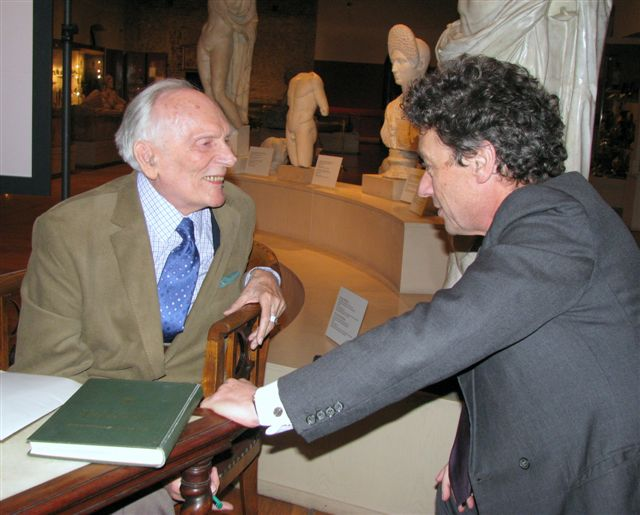
Здзіслав Жигульський молодший у розмові з Адамом Замойським — Краків, 8 листопада 2009 р.

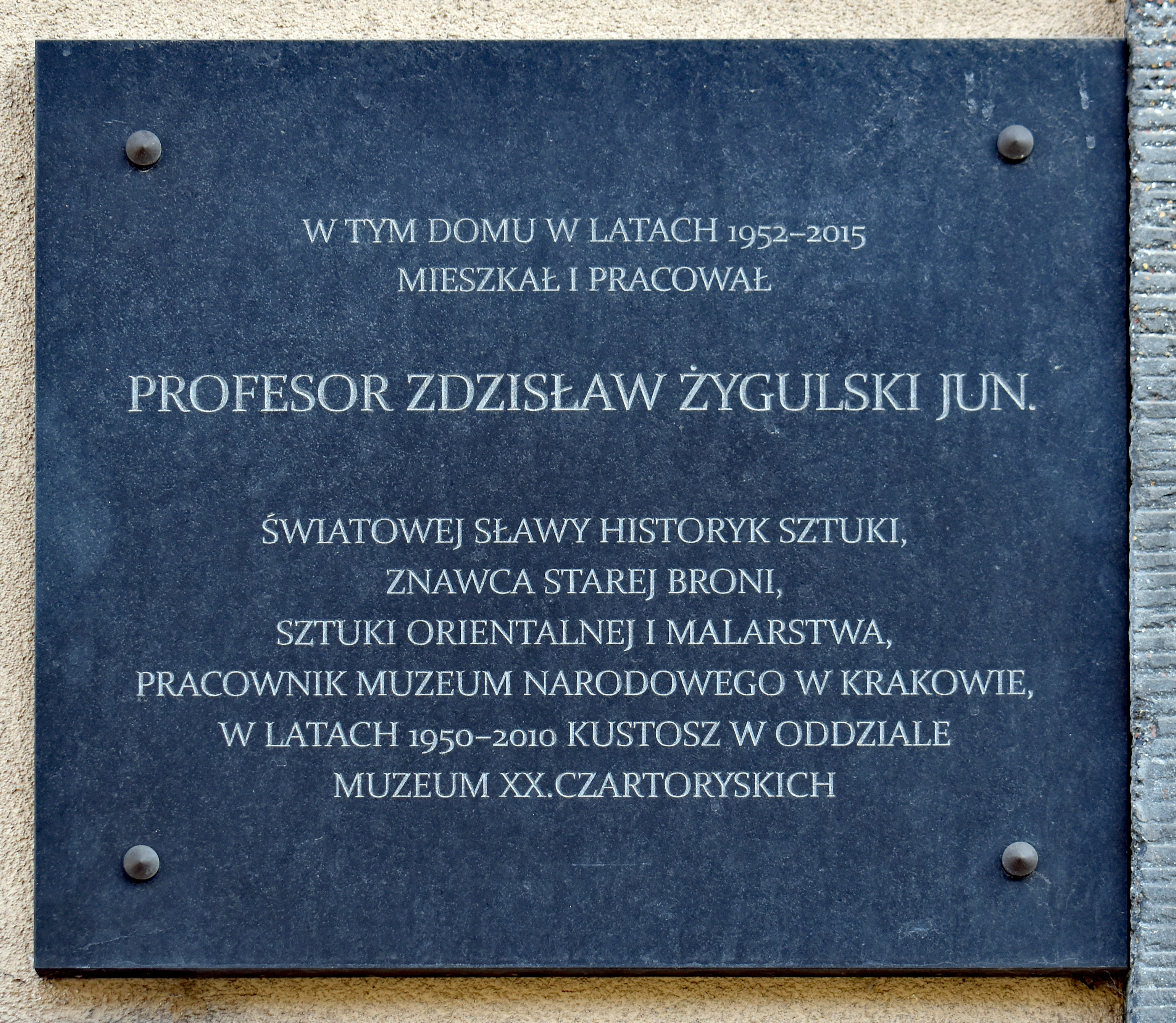
Плата пам'яті
Краків вул. З. Дуніна-Вонсовича 12

Здзіслав Жигульський мол. (нар. 18 серпня 1921, Борислав — пом. 14 травня 2015, Краків) — польський історик мистецтва, теоретик мистецтва, професор гуманітарних наук (1978); з 1984 року професор Академії образотворчих мистецтв імені Яна Матейка у Кракові.

## Біографія
Син Здзіслава Жигульського старшого (1888—1975). У 1927—1931 роках він навчався у загальноосвітній школі та гімназії імені Генріка Йордана у Львові, яку очолював відомий педагог Мечислав Кістрин, а потім (1931—1939) в IIII Гімназії імені короля Стефана Баторія.
Викладав в Академії образотворчих мистецтв у Кракові, а також в американських університетах. Був почесним президентом Асоціації любителів старовинної зброї та кольору. У 1975—1981 роках був президентом Міжнародної асоціації музеїв зброї та військової історії. Автор декількох книг і близько 200 статей.
У 1989 році в сховищі Історичного музею у Львові знайшов картину Тадеуша Попеля та Зигмунта Розвадовського " Грюнвальдська битва " .
19 жовтня 1998 року за видатні заслуги в польській культурі нагороджений Командорським хрестом Ордена Відродження Польщі .
Його дружиною була скульпторка Ева Жигульська, з якою він мав сина художника проф. Академія образотворчого мистецтва Роман Жигульський (1951—2014) . Він був молодшим братом проф. Казімєж Жигульський .

## Публікації
- Зброя в старій Польщі на тлі озброєння в Європі та на Близькому Сході (1975, 1982)
- Стара зброя в польських колекціях (1982, 1987)
- Східна зброя. Туреччина, Персія, Індія, Японія (1983, 1986)
- Наука про костюм (1972)
- Музеї світу. Вступ до музеології (1982)
- Історія польського ремесла (1987)
- Турецьке мистецтво (1988)
- Ісламське мистецтво в польських колекціях (1989)
- Знамениті битви в мистецтві (1997)
- Старовинна зброя. Греція, Рим, Галлія, Германія (1998)
- Польща. Зброя вождів і воїнів (1998)
- Вогні Стамбула (DiG 1999)
- Перське мистецтво (DiG 2002)
- Мавританське мистецтво та його відлуння в Польщі (DiG 2006)
- Історія пулавських колекцій. Храм Сивіли та готичний будинок (2009 р. — публікація докторської дисертації 1962 р.)

1. ↑  Чеська національна авторитетна база даних
2. ↑  http://www.cracovia-leopolis.pl/index.php?pokaz=art&id=1310
3. ↑  Nauka Polska
4. ↑  Zmarł prof. Zdzisław Żygulski. mnk.pl (пол.).
5. ↑  Bytomska Gazeta Miejska: 4. 26 marca 2010. {{cite journal}}: Пропущений або порожній |title= (довідка)
6. ↑  M.P. z 1998 r. nr 45, poz. 634
7. ↑  Pożegnanie Ewy Żygulskiej. cracovia-leopolis.pl (пол.). Архів оригіналу за 13 травня 2023. Процитовано 13 травня 2023.